# Улф Тимерман
Улф Тимерман (Источни Берлин, ДДР 1. новембар 1962) је источнонемачки атлетичар који се такмичио у бацању кугле, који је два пута постављао светски рекорд у бацању кугле у току 1980-их година. Био је први атлетичар који је пребацио 23 метра и био је светски рекорд до 20. маја 1990. када је Американац Ренди Барнс бацио куглу на даљину од 23,12 метара.
Тимерман је рођен у Источном Берлину у спортској породици. Бацањем кулле се почео бавити од 13. године. Свој први светски рекорд поставио је 1985. бацивши куглу на 22,62 метра. Дана 22. маја 1988. постаје први бацач који је бацио куглу преко 23 метара, са хицем од 23,06 метара у Ханији у Грчкој.
Освојио је златну медаљу за Источну Немачку на Олимпијским играма 1988. у Сеулу, победивши Рендија Барнса из САД. Такмичење је било веома јако, тако да би четвртопласирани, резултатом који је постигао, победио у бацању кугле на свим олимпијским играма одржаним до тада. На Летњим олимпијским играма 1992. учествовао је као члан уједињене немачке репрезентације, али је разочарао освојивши 5. место.
Тимерман је најбољи бацач кугле свих времена који користи клизну технику. Он је 16 пута пребацио даљину од 22 метра. Тренер му је био Вернер Голдман стручњак за бацање кугле и бацање диска.
Улф Тимерман је висок 1,95 m, а тежак 118 kg. Завршио је обуку за порезника, а данас ради као менаџер у Берлину. Разведен је и има двоје деце.
| Рекорди                      | Рекорди                                      | Рекорди                     |
| Претходни                    | Улф Тимерман                                 | Следећи                     |
| Светски рекорд на отвореном  | Светски рекорд на отвореном                  | Светски рекорд на отвореном |
| ---------------------------- | -------------------------------------------- | --------------------------- |
| Удо Бајер 22,22              | 22. септембар 1985 — 20. август 1986. 22,62  | Удо Бајер 22,64             |
| Алесандро Андреи 22,91       | 22. мај 1988 — 20. мај 1900. 23,06           | Ренди Барнс 23,12           |
| Светски рекорд у дворани     |                                              |                             |
| Џорџ Вуд 22,02               | 16. фебруар 1985 — 9. фебруар 2019. 22,15    | Рајан Краузер 22,33         |
| Европски рекорд на отвореном |                                              |                             |
| Алесандро Андреи 22,91       | 22. мај 1988. — данас 23,06                  |                             |
| Европски рекорд у дворани    |                                              |                             |
| Вернер Гинтер 22,26          | 11. фебруар 1989. — данас 22,55              |                             |
| Олимпијски рекорд            |                                              |                             |
| Владимир Кисељов 21,35       | 23. септембар 1988. — 16. август 2016. 22.47 | Рајан Краузер 22,52         |